# ماریو آردیزون
ماریو آردیزون (انگلیسی: Mario Ardizzon; ۲ ژانویهٔ ۱۹۳۸ – ۲۷ نوامبر ۲۰۱۲) بازیکن فوتبال اهل ایتالیا بود.
از باشگاه‌هایی که در آن بازی کرده‌است می‌توان به باشگاه فوتبال آ.اس. رم، باشگاه فوتبال بولونیا، و باشگاه فوتبال ونتزیا اشاره کرد.